# Халь, Рику
Ри́ку Халь (фин. Riku Hahl; род. 1 ноября 1980, Хямеэнлинна, Финляндия) — финский хоккеист. Выступал за сборную Финляндии.

## Биография

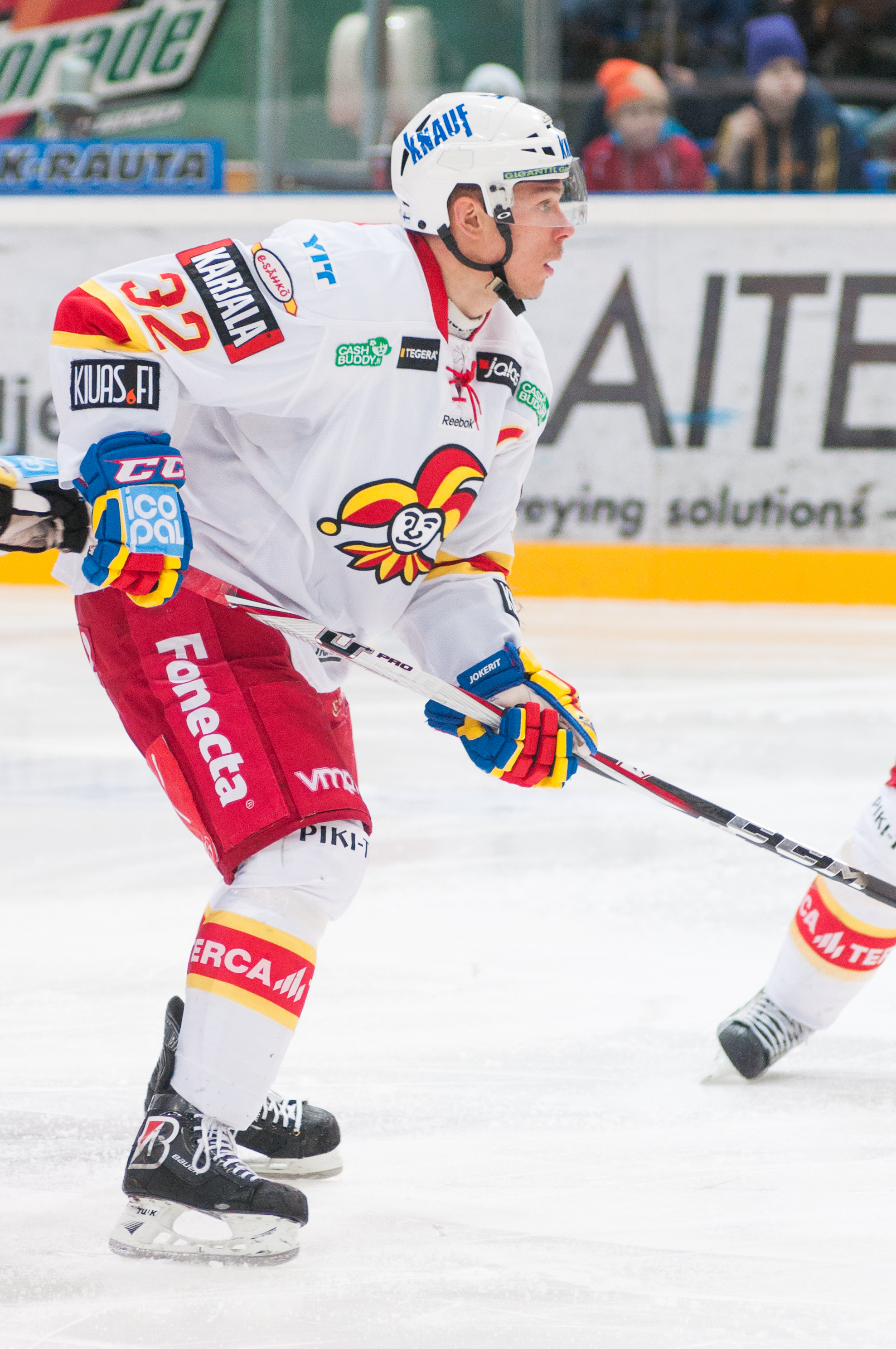
Рику Халь в матче за «Йокерит»

Воспитанник хоккейного клуба ХПК. В 1998 году дебютировал в финской хоккейной лиге, сыграл 28 матчей и отдал один голевой пас. В 1999 году был задрафтован командой НХЛ «Колорадо Эвеланш». Переехал за океан в 2001 году. Выступал сначала за «Херши Беарс» в АХЛ, затем за «Колорадо» в НХЛ. За 3 сезона набрал 13 очков в 92 матчах НХЛ.
В 2004 году вернулся в ХПК. Отыграл 1 сезон, после чего перешёл в швейцарский «Давос», где также провёл один сезон. Весной 2006 года подписал двухлетний контракт со шведским клубом «Тимро». В 2008 году перешёл в другой шведский клуб, «Фрёлунда», где провёл 3 сезона. 19 мая 2011 года подписал контракт с хельсинкским «Йокеритом». В сезоне 2014/15 выступал в дебютном для команды сезоне КХЛ. Провёл 47 матчей регулярного сезона, забросил одну шайбу и отдал 4 голевые передачи. В плей-офф сыграл 10 матчей, дважды ассистировал партнёрам во взятии ворот соперника.
В сезоне 2015/16 выступал за ХПК.
Выступал за молодёжную и юниорскую сборные Финляндии. За основную команду принял участие в 4 чемпионатах мира. Выиграл серебро в Кубке мира 2004 года.